# Русская зима (картина)
«Русская зима» — картина Никифора Степановича Крылова, написанная в 1827 году в деревне на берегу реки Тосна под Петербургом. Картина является частью собрания Государственного Русского музея.
На деньги купца-мецената в деревне был построен дом для художника и выделено содержание на время работы. Крылов написал пейзаж, увиденный из окна мастерской, в течение месяца. Взору предстаёт окраина села, жители заняты повседневными делами: на переднем плане женщина с коромыслом несёт полные вёдра воды, навстречу ей мужчина ведёт под уздцы коня, за женщиной с коромыслом изображены две других женщины, остановившихся поговорить. Вдали виднеется лес, а за ним бескрайняя равнина. Кругом белый снег, голые деревья. Автор мастерски запечатлел атмосферу русской зимы. Такой удивительно искренний и простой зимний пейзаж — редкое явление в русской живописи первой половины XIX века.
Картина была впервые представлена на выставке в Академии художеств, где хорошо встречена современниками, которые отмечали «обаятельно схваченное зимнее освещение, туманность дали и все отличия хорошо сохраняемой в памяти стужи».